# Bateria de Val-de-Cães
A Bateria de Val-de-Cães localizava-se na ponta de Val-de-Cães, na cidade de Belém, estado do Pará, no Brasil.

## História
Em uma ponta vizinha ao Forte de Nossa Senhora das Mercês da Barra de Belém, em terras da fazenda de Val-de-Cães, então de propriedade dos frades Mercedários, por herança de Dna. Maria de Mendonça (OLIVEIRA, 1968:748), esta bateria foi erguida em 1822 pelo Governador das Armas do Pará, José Maria de Moura, para cobrir aquele forte (SOUZA, 1885:35) pelo lado de terra (OLIVEIRA, 1968:748). GARRIDO (1940) complementa que a sua estrutura era de faxina, tendo sido artilhada com quatro obuseiros de 9 a 6 polegadas (op. cit., p. 33).
Embora GARRIDO (1940) informe que a estrutura não mais existia em 1833 (op. cit., p. 33) época em que BAENA redigiu o seu "Ensaio Corográfico" (OLIVEIRA, 1968:748), SOUZA (1885) refere que à época (1885) encontrava-se conservada, exercendo as funções de Vigia, avisando da aproximação de navios, em conjunto com a Vigia da ilha de Tatuóca e a Vigia do Chapéu Virado (op. cit., p. 35).